# Chlorophytum densiflorum
Chlorophytum densiflorum är en sparrisväxtart som beskrevs av Adolf Engler. Chlorophytum densiflorum ingår i släktet ampelliljor, och familjen sparrisväxter. Inga underarter finns listade i Catalogue of Life.